# Ryszard Dawidowicz
Ryszard Dawidowicz (Stare Czarnowo, Voivodat de Pomerània Occidental, 11 de juny de 1960) va ser un ciclista amateur polonès. Va destacar en la pista on va aconseguir una medalla de plata al Campionat del món de persecució per equips de 1985. Va participar en dues proves als Jocs Olímpics de Seül.